# Gletscherbahn Moosfluh
Die Gletscherbahn Moosfluh wurde im Jahre 2015 als Ersatz für die alte Moosfluhbahn gebaut. Die Bahn ist ganzjährig in Betrieb. Die Kombibahn von der Firma Doppelmayr aus Wolfurt in Österreich soll geologische Setzungen bzw. horizontale Verschiebungen der Bergstation bis zu neun bzw. elf Metern zulassen, denn durch den sich immer mehr zurückziehenden Aletschgletscher verschiebt sich die Moosfluh jedes Jahr um ein paar Zentimeter. Seit 2011 haben sich diese Bewegungen immer mehr verstärkt, weshalb bereits im Herbst 2016 erneute Bauarbeiten zur Stabilisierung der Bergstation erforderlich wurden.

## Streckenverlauf: Riederalp–Blausee–Moosfluh
Auf einer Höhe von 1.895 m beginnt auf der Riederalp im Wallis die Fahrt mit der Seilbahn in Richtung Blausee. Die Bahn überquert zunächst eine Skipiste und fährt dann in einen Wald. Vorbei an Kuh- und Ziegenweiden schweben die Fahrgäste über das Bergrestaurant Chüestall, das im Sommer nur zu Fuß, im Winter per Snowboard oder Skiern erreichbar ist. Kurz darauf erreicht die Bahn den Bergsee Blausee. Der Name kommt von dem sehr blauen Wasser in diesem See.
Ein paar Meter entfernt von der Zwischenstation liegt die Bergstation der Sesselbahn Blausee, die im Winter von der benachbarten Bettmeralp Skitouristen auf die Pisten bringt. An der Zwischenstation ist normalerweise kein Ausstieg vorgesehen, aber sollte wegen schlechten Wetters die Bahn nicht bis zur Bergstation fahren können, gibt es hier eine Ausstiegsmöglichkeit.
Auf dem zweiten Streckenabschnitt geht es dann vom Blausee bis zur Bergstation Moosfluh.